# Alta Garrocha
Alta Garrocha es una subcomarca catalana (España) de seis municipios situada en el Prepirineo oriental, al norte de la Baja Garrocha. Se halla próxima a las comarcas del Alto Ampurdán y el Ripollés. Es una zona de orografía extremadamente abrupta que tiene unos 329 km². 
Cuenta con restos de asentamientos humanos que se remontan al paleolítico (cueva del Obispo) o de época romana, como el castillo de Falgars. Los benedictinos encontraron refugio en Sant Aniol d'Aguja y en Sant Llorenç del Mont. En época medieval se construyeron cerca de cuarenta iglesias, entre las que destaca San Cristóbal de Beget y San Félix de Río . La primera guerra remença comenzó en estas tierras. En la tercera guerra carlista, aparecen numerosas partidas carlistas (batalla del Toix). 
La actividad económica principal fue la explotación del bosque para obtener carbón vegetal, hasta la aparición del gas butano. A partir de los años 60 sufre un fuerte proceso de despoblamiento.

## Espacio de Interés Natural
El Espacio Natural Protegido de la Alta Garrocha fue incorporado al PEIN por el Decreto 328/1992. Este espacio se declaró por primera vez como LIC en 1997 y como Zona de especial protección para las aves (ZEPA) en 2005; posteriormente, se amplió como espacio Natura 2000 mediante el acuerdo del gobierno autonómico 112/2006, de 5 de septiembre, que aprueba la Red Natura 2000 en Cataluña. Asimismo, por el Plan especial se realizó su delimitación definitiva. Este plan complementa también el régimen normativo básico de protección establecido por el PEIN con determinaciones específicas para ese espacio.
Su gestión se realiza por el Consorcio de la Alta Garrocha, una entidad creada el 15 de diciembre de 2000 que agrupa a los 11 municipios que tienen superficie incluida dentro de sus límites y tiene sede en Sadernes, en Sales de Llierca.

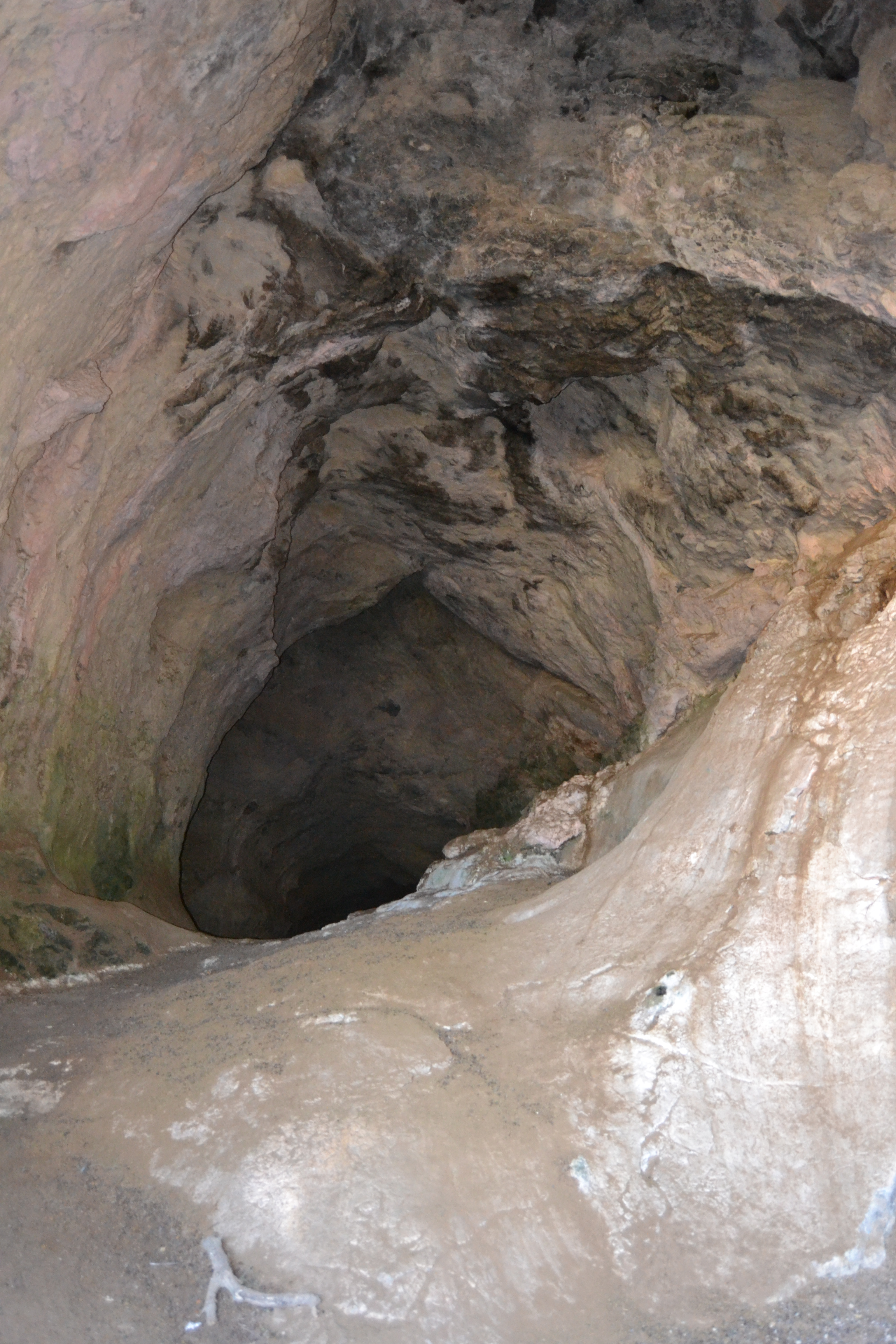
Interior de la cueva del Obispo

| EIN           | Superficie (ha) | Comarca       | Superficie (ha) | Municipio              | Superficie (ha) |
| ------------- | --------------- | ------------- | --------------- | ---------------------- | --------------- |
| Alta Garrocha | 32.875,59 ha    | Alto Ampurdán | 10.233,76       | Albañá                 | 8.862,90        |
|               |                 | Alto Ampurdán |                 | Cabanellas             | 400,66          |
|               |                 | Alto Ampurdán |                 | Massanet de Cabrenys   | 467,43          |
|               |                 | Alto Ampurdán |                 | San Lorenzo de la Muga | 496,67          |
|               |                 | Garrocha      | 16.907,49       | Beuda                  | 1.420,05        |
|               |                 | Garrocha      |                 | Montagut y Oix         | 7.843,81        |
|               |                 | Garrocha      |                 | Salas de Llierca       | 2.823,67        |
|               |                 | Garrocha      |                 | San Juan de Fuentes    | 224,66          |
|               |                 | Garrocha      |                 | Tortellá               | 356,68          |
|               |                 | Garrocha      |                 | el Valle de Bianya     | 4.238,62        |
|               |                 | Ripollés      | 5.734,34        | Camprodón (Beget)      | 5.734,34        |

## Medio físico

#### Fauna
Este espacio natural protegido tiene la particularidad de presentar la coexistencia entre los elementos pirenaicos y mediterráneos. De los mamíferos, son muy abundantes la jineta (Genetta genetta) y la garduña (Martes foina) y figuran especies de gran interés como la colina (Mustela putorius), la nutria (Lutra lutra) y el gato salvaje (Felis sylvestris). El corzo (Capreolus capreolus) y el rebeco (Rupicapra pyrenaica), colonizan algún sector del espacio desde su periferia. El ciervo (Cervus elaphus), el gamo (Dama dama) y el muflón (Ovis musimon), se han introducido a raíz de la instalación de cerrados cinegéticos y de liberaciones. También están presentes algunos quirópteros, como el murciélago pequeño de herradura (Rhinolophus hipposideros), el murciélago mediterráneo de herradura (Rhinolophus euryale), el murciélago orejudo medio ( Myotis blythii), habitante de prados y zonas abiertas, bechesteinii . 
Entre las especies interesantes de la ornitofauna encontramos el bichaque rojizo (Saxicola rubetra), que es un nidificante muy escaso en España. También se presentan el pinzón borronero (Pyrhula pyrhula) y el pigote garcero grande (Dendrocopos mayor).
Entre las rapaces, cabe mencionar la presencia del ratonero avispero (Pernis apivorus), el águila calzada (Hieraaetus pennatus) y el águila dorada (Aquila chrysaetos). El buitre (Gyps fulvus) y el alimoche (Neophron percnopterus) están presentes en el espacio, junto con el quebrantahuesos (Gypaetus barbatus), que lo frecuenta ocasionalmente, especialmente en los pastos de la zona del Comanegra .
Especies de otros grupos orníticos remarcables son el pito negro (Dryocopus martius) y el matadero (Laniuscollurio), así como el colirrojo rojo (Phoenicurus phoenicurus).
También se trata de un área muy diversa en reptiles, donde se puede encontrar la serpiente de Esculapio (Elaphe longuissima), la serpiente verde (Malpolon monspesulanus), la serpiente de collar (Natrix natrix), el lagarto pirenaico (Lacerta agilis) y otros. 
En cuanto a los anfibios, habitan el tritón pirenaico (Euproctus asper), que alcanza su límite de distribución oriental en el Pirineo, y otras especies pirenaicas, como el tritón verde (Triturus marmoratus) y la salamandra (Salamandra salamandra).
La ictiofauna contiene elementos interesantes, como la bagre (Leuciscus cephalus), la trucha (Salmo trutta) y la espinilla de montaña (Barbus meridionalis).
La fauna invertebrada y, en especial, la cavernícola, son remarcables por la especial singularidad: coleópteros cavernícolas endémicos (Molopidius spinicollis …), kilópodos cavernícolas endémicos (Lithobius altotyphlus) y el escorpión cavernícola endémico del Pirineo con.
Por otro lado, también están presentes algunos cerambícidos forestales interesantes, como Cerambyx cerdo y Lucanus cervus, y lepidópteros, como Maculinea arion, Graellsia isabellae o Proserpinus proserpina . 
Gran parte del territorio pertenece al dominio del encinar montañoso (Quercetum mediterraneo-montanum) y del robledal de roble pubescente Buxo-Quercetum pubescentis, que ocupa grandes extensiones a pesar de ser sustituido en algunos lugares por pinares secundarios de pino silvestre (Pinus sylvestris) y por el dominio del hayedo (Fagion sylvaticae). Cabe remarcar el alto interés de algunos elementos que constituyen singularidades notables y únicas en Cataluña, como es el caso de la poligala (Polygala vayredae), una planta endémica de esta zona, realmente excepcional, que sólo se encuentra en varias localidades del valle del Bac.
El espacio contiene una de las mejores representaciones de encinares de toda Cataluña. Hasta los 900 - 1.000 m, predominan los paisajes mediterráneos del dominio del encinar montañoso (Quercetum mediterraneo-montanum) y de los encinares calcícolas. Sin embargo, la singularidad de este espacio radica en el fuerte contraste que tiene el paisaje vegetal debido a la incidencia de los factores climáticos que determinan una notable diversidad de comunidades vegetales.
La importante disimetría de las laderas se traduce en encinares muy bien constituidos que cubren las solanas (Quercion ilicis) y en bosques submediterráneos y eurosiberianos en las umbrías y hondonadas húmedas -robledales (Quercion pubescentipetraeae), hayedos (Fagion sylvaticaes de rojo) . Las comunidades rupícolas (Saxifragion mediae) de los roquedales y riscales se encuentran muy bien representadas y tienen una significación especial, con algunos endemismos muy significativos e importantes de la flora catalana, como son el Lithospermum oleifolium y Allium pyrenaicum . La flora criptogámica presenta también un notable interés por su diversidad y singularidad.
Por su particularidad, cabe remarcar el interés de la zona del Toix, un pequeño espacio natural que apenas alcanza 1 km², de peculiares características dentro del paisaje submediterráneo de la Alta Garrocha. El Toix comprende una pequeña área del barranco de Miserclòs, subsidiario de la riera del valle de Carreres.
Las laderas con fuerte pendiente de este barranco están cubiertas por una vegetación arbórea constituida principalmente por un árbol protegido por la legislación, como es el tejo (Taxus baccata). Estos tejidos, tanto por la abundancia del mismo tejo como por su composición, difícilmente se vuelven a reencontrar en el Principado y constituyen un lugar singular para esta especie dentro del Prepirineo catalán.
Por el carácter más seco que presenta el Bac Grillera, dominan las comunidades vegetales de carácter xerófilo y mesoxerófilo, desde el encinar hasta los pinares calcícolas del dominio del robledal de roble pubescente, que cubren las umbrías por encima de los 700 m.
Entre los elementos que constituyen los sistemas naturales de este espacio, cabe subrayar, por su singularidad, los matorrales xeroacánticos y oromediterráneos de almohadillas espinosas (Erinaceo-Anthyllidetum montanae), adaptadas fisonómicamente a los efectos de la fuerte tramontana que afecta a los niveles culminares del macizo. 

## Aspectos socioeconómicos
En el espacio, dominan los aprovechamientos agrícolas y ganaderos, en los que está presente la vaca parda de los Pirineos así como la oveja ripollesa . También se realizan aprovechamientos silvícolas y actividades turísticas y cinegéticas. 
- Reserva Nacional de Caza y zonas de caza controlada: zona de caza controlada - superficie: 3,90%
- Catálogo de utilidad pública: el 10,17% de la superficie está en el Catálogo de montes de utilidad pública (CUP) o tiene algún tipo de convenio con ayuntamientos o particulares. [1]

Usos del suelo
- Bosques - 91,38%
- Vegetación arbustiva y herbácea - 6,97%
- Suelos agrícolas y áreas antrópicas - 0,91%
- Rocas, canchales, glaciares, cuevas - 0,63%
- Aguas continentales - 0,10%